# استان اسکندریه
استان اسکندریه (به عربی: محافظة الإسکندریة) از استان‌های کشور مصر است.